# لوئیجی دینیلی
لوئیجی دینیلی (انگلیسی: Luigi Dinielli؛ زادهٔ ۶ اکتبر ۱۹۹۶) بازیکن فوتبال است.